# Mikrokristalna celuloza
Mikrokristalna celuloza je zelo pogosto uporabljena pomožna snov (ekscipient) v farmacevtski industriji, predvsem za izdelavo tablet. Kemijsko je celuloza, torej material naravnega izvora, ki ni kemijsko spremenjena. Uporablja se kot inertno polnilo ali vezivo, ima pa tudi sposobnosti razgrajevala in drsila. Je netoksična in nedražljiva snov, varna za peroralno uživanje (tj. jemanje skozi usta). V telesu se ne absorbira in se izloči z blatom (fecesom). Število E spojine je E460i.